# Mathias Cianci
Pour les articles homonymes, voir Cianci.
Mathias Cianci (né le 25 octobre 1982 à Tourcoing) est un athlète français, spécialiste du saut en hauteur.

## Biographie
Champion de France espoir en 2004, il remporte les championnats de France élite 2008 avec un saut à 2,23 m. Il se classe troisième en 2009 et 2011.
Son record personnel, établi le 3 juillet 2011 à La Chaux-de-Fonds, est de 2,26 m.

### Palmarès
- Championnats de France d'athlétisme :
  - vainqueur du saut en hauteur en 2008

### Records
| Épreuve         | Performance | Lieu              | Date           |
| --------------- | ----------- | ----------------- | -------------- |
| Saut en hauteur | 2,26 m      | La Chaux-de-Fonds | 3 juillet 2011 |